# 不可思议迷宫系列
不可思议迷宫是一系列roguelike型电子游戏的总称，其大多数游戏都由Chunsoft开发，但一些使用其它厂商品牌的作品则经过了它们的授权。
所有游戏日版名称都包含“不可思议迷宫”，但只有风来的西林系列使用了原创角色，剩下全部作品的角色都来自其它角色扮演游戏系列的授权。首作《特鲁尼克大冒险 不可思议迷宫》以Chunsoft开发的《勇者斗恶龙IV》中商人特鲁尼克为主角、不可思议迷宫是少数roguelike类游戏机游戏中的著名作品。系列在日本引发了相似的作品，这些作品中的多数游戏都贴近Roguelike类游戏的机制，甚至超过了《Rogue》本身。

## 共通元素
大多数不可思议迷宫游戏的中心都围绕探索随机生成布局的迷宫，以及和其他角色进行回合制的对战；每当玩家执行攻击或行走等一次行动后，对手也会同时行动。通常只能在特定地点或是使用特殊道具才能脱离迷宫。此外，当玩家在游戏中失败时，玩家就会失去全部金钱，外加一半的道具或是其它或是其他东西，亦或是失去一切并从头开始。

### 原创角色
系列的一些作品中使用了原创角色——漫游者西林，同时也是该游戏的勇士。他和一只名叫贡帕的会说话鼬鼠旅行，并在冒险中遇到了许多其他角色，如西林的兄弟Pekeji以及能迷住任何男人的女角色Orya。

## 游戏

### 勇者斗恶龙系列
- 1993年：特鲁尼克大冒险 不可思议迷宫 – 超级任天堂
- 1999年：特鲁尼克大冒险2 不可思议迷宫 – PlayStation；2001年重制于Game Boy Advance
- 2002年：特鲁尼克大冒险3 不可思议迷宫 – PlayStation 2；2004年重制于Game Boy Advance
- 2006年：勇者斗恶龙 少年杨格斯与不可思议迷宫 – PlayStation 2；由cavia, inc.开发
- 2006年：勇者斗恶龙 不可思议迷宫 Mobile – NTT docomo、au、Yahoo![2]
- 2009年：勇者斗恶龙 更不思议的迷宫 Mobile – NTT docomo、au[3]

### 風塵英雄系列
- 1995年：不可思議迷宮 風塵英雄 – 超级任天堂；2006年重制于任天堂DS
- 1996年：BS 風塵英雄 スララを救え - Satellaview
- 1996年：不可思議迷宮 風塵英雄GB 月影村的怪物 – Game Boy；1999年重制于Windows
- 2000年：不可思議迷宮 風塵英雄2 鬼襲來!席連城! – Nintendo 64
- 2001年：不可思議迷宮 風塵英雄GB2 沙漠魔城 – Game Boy Color；2008年重制于任天堂DS（不可思議迷宮 風塵英雄DS2 沙漠魔城）
- 2002年：不可思議迷宮 風塵英雄外傳 女劍士飛鳥參見! – Dreamcast；2002年重制于Windows
- 2008年：不可思議的迷宮 風塵英雄3 機關宅邸的睡美人 – Wii；2010年重制于PlayStation Portable
- 2010年：不可思議的迷宮 風塵英雄4 plus 神之眼和惡魔之臍 – 任天堂DS；2012年重制于PlayStation Portable
- 2010年：不可思議的迷宮 風塵英雄5 plus 命運塔與命運的骰子 - 任天堂DS；2015年重制于PlayStation Vita；2020年重制于Nintendo Switch，Windows
- 2024年：不可思議的迷宮 風塵英雄6 蛇蜷島探險譚 - Switch

### 陆行鸟系列
- 1997年：陆行鸟的不可思议迷宫 – PlayStation；1999年重制于WonderSwan；史克威尔开发
- 1998年：陆行鸟的不可思议迷宫2 – PlayStation；史克威尔开发
虽然由史克威尔开发，但上面两部作品均由Chunsoft总裁中村光一监督。
- 2008年：陆行鸟的不思议迷宫 忘却时间的迷宫 - Wii；h.a.n.d.开发
- 2008年：希德与陆行鸟的不思议迷宫 忘却时间的迷宫DS+ - 任天堂DS；h.a.n.d.开发
- 2019年： 陸行鳥的不可思議迷宮 Everybody！ -  Nintendo Switch及PlayStation 4

### 宝可梦系列
- 2005年：宝可梦不可思议迷宫 赤之救助队·青之救助队 – 任天堂DS和Game Boy Advance
- 2007年: 宝可梦不可思议迷宫 黄金之救助队 - PC
- 2007年：宝可梦不可思议迷宫 时之探险队·暗之探险队 – 任天堂DS
- 2009年：宝可梦不可思议迷宫 空之探险队 - 任天堂DS
- 2009年：寶可夢不可思議迷宮 冒險團系列 - WiiWare
- 2012年：寶可夢不可思議迷宮 偉大之門與∞迷宮 - 任天堂3DS
- 2015年：宝可梦超级不可思议迷宫 - 任天堂3DS
- 2020年：宝可梦不可思议迷宫 救助队DX - 任天堂Switch

### 独立作品
- 2004年：機動戰士GUNDAM 不可思議迷宮 – i-mode
- 2004年：The Nightmare of Druaga 不可思議迷宮 – PlayStation 2；与Arika合作开发
- 2008年：戏剧性迷宫 樱花大战 ～因为有你～ - 任天堂DS
- 2015年：世界树与不思议的迷宫 - 任天堂3DS
- 2017年：世界树与不思议的迷宫2 - 任天堂3DS

## 评价
《寶可夢不可思議迷宮 赤之救助隊·青之救助隊》售出超过100万份。系列的难度同时被赞扬与批评，同时媒体一般还指出系列随机生成的楼层质量不佳。